# Naomi Ruele
Naomi Ruele, née le 13 janvier 1997 à Gaborone (Botswana), est une nageuse botswanaise, spécialiste de la nage libre et du dos.

## Carrière
Ayant grandi au Botswana, Naomi Ruele commence la natation dans la piscine de l'hôtel dans lequel travaille sa mère. Elle part s'entraîner aux États-Unis en 2014 grâce à son coach. Elle étudie la communication à l'Université internationale de Floride. En 2016, elle remporte sept médaille d'or lors du Championnats inter-universitaire du sud des États-Unis et est élue meilleure nageuse de son université.
Aux Championnats d'Afrique du Sud de 2014, elle remporte une médaille de bronze en 50 m dos.
Elle est médaillée d'argent du 50 mètres dos aux Jeux africains de 2015.
En 2016, elle devient la première nageuse botswanaise à se qualifier pour les Jeux olympiques grâce à un temps de 26 s 07,. Concourant sur le 50 m nage libre, elle termine 47e des séries en 26 s 23. La même année, elle est élue Sportive junior de l'année par le Conseil national des sports du Botswana.
Lors des Jeux africains de 2019, elle remporte l'argent sur le 100 m dos derrière la Seychelloise Felicity Passon en 1 min 02 s 62 et le bronze sur le 50 m dos derrière la Sud-Africaine Erin Gallagher et la Seychelloise Felicity Passon.